# Stephen Henderson (football)
Cet article concerne le footballeur irlandais. Pour l'acteur et producteur délégué américain, voir Stephen Henderson (acteur).
Stephen Henderson, né le 2 mai 1988 à Dublin, est un footballeur irlandais qui évolue au poste de gardien de but au Charlton Athletic.

## Biographie
Le 22 juillet 2016, il rejoint Nottingham Forest.
Le 31 janvier 2018, il est prêté jusqu'à la fin de la saison à Portsmouth, mais il joue seulement 1 match.
Le 4 décembre 2018, il est prêté à Wycombe Wanderers .
Le 7 septembre 2021, il rejoint Charlton Athletic.